# Utmarker
Se även Utmark
Utmarker är ett musikalbum från 1971 med den svenska rockgruppen Contact.
Albumet spelades in i Europa Film studios i september 1971. Idé och produktion Lorne de Wolfe och Ted Ström. Teknisk produktion Sverre Sundman. Skivnumret är Polydor 2379023.
Låten Fyrvaktarens dotter utgavs som singel samma år med Fly mig en sommar (text och musik: Ted Ström) på B-sidan (Polydor 2053-053). 
Thorsten Flinck gav på sitt album "En dans på knivens egg" (2012) ut en coverversion av Fyrvaktarens dotter.

## Låtlista

### Sida A
1. Fyrvaktarens dotter (text: Ström/musik: de Wolfe) arr: Ström/de Wolfe/Linné
2. Utmarker (Ström) arr: Ström
3. Det är natt (Steerling) arr: Steerling
4. Rockkungen (de Wolfe) arr: de Wolfe

### Sida B
1. Baka, baka kaka (text: Ström/de Wolfe/musik: de Wolfe) arr: Ström/de Wolfe
2. Västerns son (text: Ström/Fowley/musik: de Wolfe) arr: Ström/de Wolfe
3. Ode till en fjord (text:Ström/musik: de Wolfe) arr: Ström/de Wolfe/Linné
4. Margareta Rosén (Ström) arr: Ström/Steerling
5. Guldkalven (text: Ström/musik: de Wolfe) arr: Ström/de Wolfe/Linné

## Medverkande musiker
- Lorne de Wolfe
- Björn Holmsten
- Bosse Linné
- Ali Lundbohm
- Claes Palmkvist
- Ted Steerling
- Ted Ström